# Frances G. Davies
Frances G. Davies (1944) es una botánica británica, que ha trabajado mucho en el este de África, con las Compositae.

## Algunas publicaciones
- bernard Verdcourt, f.g. Davies. 1996. Ptaeroxylaceae. Vol. 171 of Flora of tropical East Africa. Contribuyó Royal Botanic Gardens (Kew, England), East African Herbarium. Ed. East African governments by Balkema, 5 pp. ISBN 9061913713, ISBN 9789061913719
- 1978. Goodeniaceae. Flora of tropical East Africa. Ed. East African Herbarium.4 pp. ISBN 0855920505, ISBN 9780855920500

## Membresías
- Sociedad Linneana de Londres